# Jhayco
Jesús Manuel Nieves Cortés (né le 9 avril 1993), connu professionnellement sous le nom de Jhayco anciennement Jhay Cortez. C'est un chanteur, rappeur, auteur-compositeur et producteur portoricain.

## Biographie

### Jeunesse
Jhayco est né à Río Piedras, à Porto Rico. Il a ensuite déménagé à Camden, dans le New Jersey, où il a appris l'anglais.

### Carrière
Le 30 octobre 2020, il sort la chanson « Dakiti » en collaboration avec Bad Bunny, qui atteint la première place du classement Billboard Global 200. En décembre 2022, le clip atteint le milliard de vue sur Youtube. 

### Vie privée
Jhayco a été en couple avec l'actrice de films pornographiques et modèle webcam Mia Khalifa,.

## Discographie

### Albums studio
- 2019 : Famouz
- 2020 : Famouz Reloaded
- 2021 : Timelezz
- 2024 : Le Clicque: Vida Rockstar (X)

### EP's
- 2018 : Eyes on Me

### Singles
- 2020 : Como Se Siente (Remix) (feat. Bad Bunny)

### Collaborations
- 2020 : Dakiti de Bad Bunny feat. Jhayco
- 2022 : Tarot de Bad Bunny feat. Jhayco